# آنلیز کیتینگ
آنلیز کیتینگ (انگلیسی: Annalise Keating) یک شخصیت خیالی سریال چگونه از مجازات قتل فرار کرد است. کیتینگ یک وکیل خبره در فیلادلفیا و استاد حقوق در یک دانشگاه خیالی به نام دانشگاه میدلتون است. وایولا دیویس نقش وی را بازی می‌کند و به خاطر این ایفای نقش برنده جایزه امی برای بهترین بازیگر زن در نقش اصلی در سال ۲۰۱۵ شد.